# Parabothriocephalus johnstoni
Parabothriocephalus johnstoni is een lintworm (Platyhelminthes; Cestoda). De worm is tweeslachtig. De soort leeft als parasiet in andere dieren.
Het geslacht Parabothriocephalus, waarin de lintworm wordt geplaatst, wordt tot de familie Echinophallidae gerekend. De wetenschappelijke naam van de soort werd voor het eerst geldig gepubliceerd in 1969 door Prudhoe.